# غريغوري ناجي
غريغوري ناجي (بالإنجليزية: Gregory Nagy )‏ (و. 1942  م) هو عالم لغوي كلاسيكي، وباحث في تاريخ العصور الكلاسيكية مجري، ولد في بودابست.

## مناصب
تولى منصب رئيس جمعية الدراسات الكلاسيكية (30 ديسمبر 1990–30 ديسمبر 1991).

## التعليم
تعلم في جامعة هارفارد، في تخصص فقه اللغات الكلاسيكية ‏، وتحصل منها على دكتوراة في الفلسفة (حتى 1966)، وجامعة إنديانا.

## جوائز
حصل على جوائز منها:
- Goodwin Award ‏ (1982)
- زمالة غوغنهايم.